# Liste des ponts de Kyoto

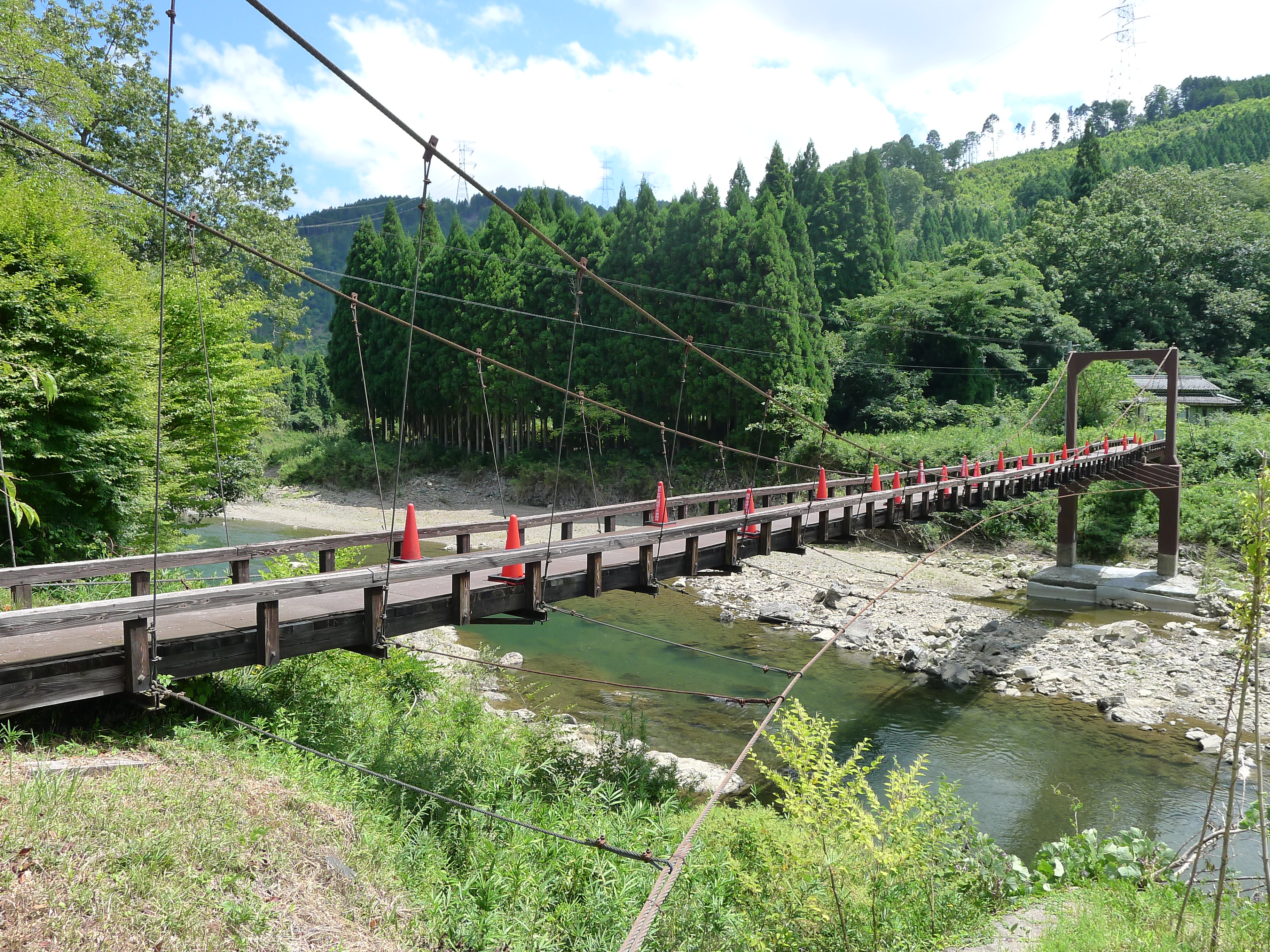
Pont suspendu d'Uogafuchi, le seul pont suspendu sur la rivière Katsura, 2016.

Voici quelques-uns des ponts historiques de la ville de Kyoto :
- Minsono-bashi[1]
- Kamigamo-bashi[2]
- Nakagamo-bashi[2]
- Idzumoji-bashi[2]
- Aoi-bashi[2]
- Kojin-bashi[2]
- Marutamachi-bashi[3]
- Ebisugawa-bashi[3]
- Nijo-hashi[3]
- Sanjo-hashi[3]
- Shijo-hashi or Gion-hashi[4]
- Matsubara-hashi[5]
- Gojo-bashi[5]
- Shomen-bashi[6]
- Shichijo-hashi[6]
- Shiokoji-bashi[6]